# Severino Ngoenha
Severino Elias Ngoenha (Maputo, 1962), é um filósofo moçambicano. É considerado o mais importante filósofo contemporâneo de Moçambique, realizando uma contribuição central para o estudo da Filosofia africana no país. Seus trabalhos mais influentes incluem uma análise crítica dos discursos da filosofia africana, críticas da sociedade moçambicana contemporânea, como também questões sobre justiça, ecologia e educação.

## Trajetória
Severino Ngoenha nasceu em Maputo, no ano de 1962, de pais vindos da Província de Gaza. Fez sua educação básica na Escola oficial portuguesa, que servia especialmente portugueses de origem ou assimilados. Em 1975, tendo concluído o Liceu, começa seus estudos na Universidade Eduardo Mondlane em Biologia e Química. Não terminará essa formação por se decidir a seguir estudos em teologia, principalmente da Teologia da Libertação. Passa então dois anos em formação no Seminário Pio X, em Maputo. Em 1984 recebe uma bolsa para continuar seus estudos em Teologia e Filosofia na Universidade Gregoriana de Roma, lá teve uma experiência multicultural que lhe influenciará o pensamento.
Em Roma, passa à se interessar por Filosofia africana, que permanecerá o seu maior engajamento acadêmico e motivará sua atuação em Moçambique, estabelecendo as bases do estudo da Filosofia africana no país.
Em 1988 termina seus estudos em Roma e vai para Paris, para finalizar sua tese de doutorado em Voltaire. Muda-se então para Lausana, onde foi aprovado para um concurso de professor e pesquisador. Na Suíça forma sua família, tem dois filhos, e recebe a nacionalidade do país, o que se prova muito útil para sua mobilidade no meio acadêmico global.
Ao longo de todo esse período, Ngoenha mantém visitas regulares à Moçambique. Em 1995 é chamado para cumprir a função de 'Professor convidado' na Universidade Eduardo Mondlane, onde deu aula de introdução ao pensamento africano.
Ngoenha é um sobrenome próprio da província de Sofala, da etnia Ndau, que possui um histórico de resistência anticolonial notável.
A filosofia e o filósofo revoltam-se contra a desordem do país e do mundo, conta as opressões, as desigualdades, as injustiças, a violência. Ao mesmo tempo, militam pela contrição de uma família fundada sobre a justiça, e por isso, sobre a liberdade. Esse é o lugar e o tempo para sonharmos novas utopias: prover alimentos para
todos, democratizar a democracia, criar uma sociedade mais transparente e participativa, tornar os partidos verdadeiros preceptores de projectos nacionais, abandonar a guerra como caminho da Eudaimonia e bem-estar particular, e abraçar o diálogo (NGOENHA, 2018, p.155).
Desde 2010, Ngoenha torna-se professor de filosofia da então Universidade Pedagógica de Moçambique (atual Universidade Maputo). Em janeiro de 2015, foi designado Reitor da Universidade Técnica de Moçambique (UDM).

## Paradigma libertário
O paradigma libertário é um dos conceitos e proposições mais conhecidas de Ngoenha, usado pela primeira vez em seu Os tempos da Filosofia (2004). Libertário, para ele, está relacionado com a experiência africana específicia de escravidão, colonialismo e neocolonialismo, em suma, de ausência de liberdade. Para ele, o pensamento africano é marcado pela busca dessa liberdade, tanto política quanto econômica.
Para Ngoenha, o paradigma libertário é uma abordagem para definir um ideal africano de liberdade que vá além das definições de esquerda e direita usadas no discurso Euro-Americano; é um ideal baseado numa história africana analisada e reconstruida criticamente, um ideal de liberdade que compreende a responsabilidade por si mesmo e pelos outros da comunidade. É um guia prático e metodológico para pensar sobre a África
Ngoenha se dedica a uma leitura filosófica da sociedade moçambicana, criticando tanto as contradições da experiência socialista do FRELIMO quanto a destituição causada pelo capitalismo neoliberal. O filósofo considera o Federalismo como um caminho filosófico e prático de definir e criar independência, onde a autonomia seria exercida a partir do mais baixo até o mais alto nível de organização social. Severino considera o pensamento utópico como uma forma fértil de imaginar o futuro, como um horizonte aberto e participativo, elementos essenciais para sua criação através da liberdade e da criticidade.

## Obras
- Por uma Dimensão Moçambicana da Consciência Histórica (1992)
- Filosofia Africana: das independências as liberdades (1993)
- Resistir a Abadon (2018)
- Intercultura: alternativa a governação biopolítica (2013)
- A Terceiro Questão (2015)
- A (Im)possibilidade do momento moçambicano: notas estéticas (2016)
- Pensamento Engajado - Ensaios sobre Filosofia Africana, Educação e Cultura Política (2011), com José P. Castiano
- Mondlhane: Regresso ao Futuro (2020)
- Os Tempos Africanos do Mundo (2022)